# Americký pitbulteriér
Americký pitbulteriér (APBT) či zkráceně pit bull nebo pitbull je plemeno psa ze skupiny teriérů pocházející ze Spojených států amerických. Je to statné, trojrozměrné plemeno, s dojmem síly, a atletickou povahou. Pitbull je sebevědomý a ostražitý, neustále kontrolující dění kolem sebe.
Americký pitbulteriér by měl především celkově vypadat jako sportovec. Jeho tělo je určeno k rychlosti, síle, obratnosti a vytrvalosti. Musí být v rovnováze ve všech směrech. Příliš mnoho na jedné straně ho okrádá o něco jiného na druhé.

## Historie

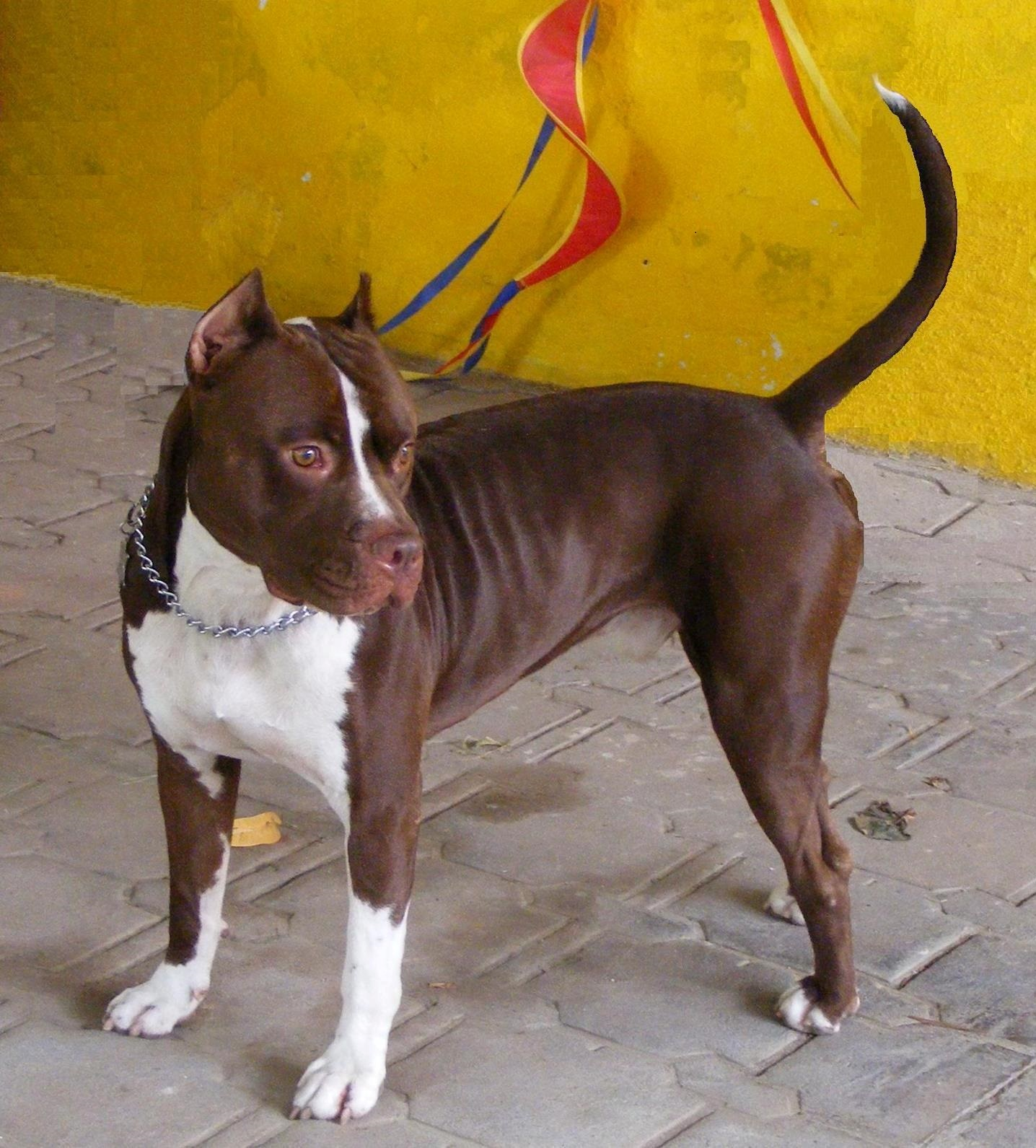

Americký pitbulteriér vznikl v USA v 18. století, oficiální chov však v USA začal až v 19. století, kdy ještě stále byly legální psí zápasy, na kterých byl využíván. Má společné předky s americkým stafordširským teriérem, na rozdíl od jiných plemen bulteriérů, která byla po mnoho generací chována hlavně na základě vzhledu, je chov amerického pitbulteriéra zaměřen téměř výhradně na povahu. Oficiální chov však v USA začal až v 19. století. V roce 1898 se pak Chauncey Z. Bennett zasadil o chov tohoto plemene pod organizací United Kennel Club (UKC), který je známý jako jeden z předních kynologických klubů.
V dnešní době jsou jak v USA, tak v Evropě, psí zápasy zakázané.

## Vzhled a popis
Přes to, že plemeno není oficiálně uznáno FCI (Mezinárodní kynologická federace) a nemá tedy oficiálně určený standard, vzhled zvířete by měl být štíhlý, vytrénovaný a měl by být vidět náznak žeber a páteře (bez viditelných kyčelních kostí), s pevným a viditelným svalstvem. Čistá, lesklá srst, krátce střižené drápky. Ve štěněcích kategoriích by měl pes působit dobře živeným dojmem, bez viditelných žeber, páteře nebo kyčelních kostí. Srst by měla být lesklá, krátce střižené drápky. .

## Vlastnosti
Během setkání s jinými psy dává americký pitbulteriér najevo svou nadřazenost vůči ostatním, kterou má však geneticky zakódovanou, vzhledem k jeho minulosti. Proto není vhodným plemenem pro začínající kynology a potřebuje nad sebou zkušenou a pevnou ruku.
Proto se pitbulteriéři nedoporučují do rodin s dětmi.[zdroj?]

## Péče
Nejpodstatnější částí péče o amerického pitbulteriéra je jeho výchova a výcvik. Výchově je třeba se věnovat již od útlého věku a to velice důsledně a s dobrou motivací pro psa. Důležitá je zejména jeho socializace a vybudování si autority.
Jedná se o velice energické plemeno a proto potřebuje hodně pohybu, dlouhé vycházky či jiné sportovní vyžití.
Srst nevyžaduje žádnou nadstandardní péči.

## Zdraví
Průměrná délka života: 12 let.
Zástupci tohoto plemene se všeobecně těší dobrému zdraví, přesto existuje několik onemocnění různého stupně závažnosti, které se u pitbulteriérů vyskytují ve zvýšené míře než jiná. Stejně jako řada dalších velkých plemen psů se pitbulteriér potýká s geneticky podmíněnou dysplazií kyčelního kloubu, která může být pro psa velmi bolestivá a v těžkých případech vede i k velkému omezení mobility psa. Mezi další zdravotní problémy, které byly u pitbula zaznamenány, patří různé formy alergie, vrozená srdeční onemocnění, rozštěp patra, hluchota, oční onemocnění (zánět spojivek, katarakt), torze žaludku.

## Klasifikace FCI
Americký pitbulteriér není oficiálně uznaným plemenem FCI. V dnešní době je několik organizací, které vedou plemenné knihy a rodokmeny, ale nejznámější (a zároveň jedna z nejstarších) je ADBA (American Dog Breeders Association), založená roku 1902. Dále pak za ČR organizace APBT Online Register.

## Fotogalerie

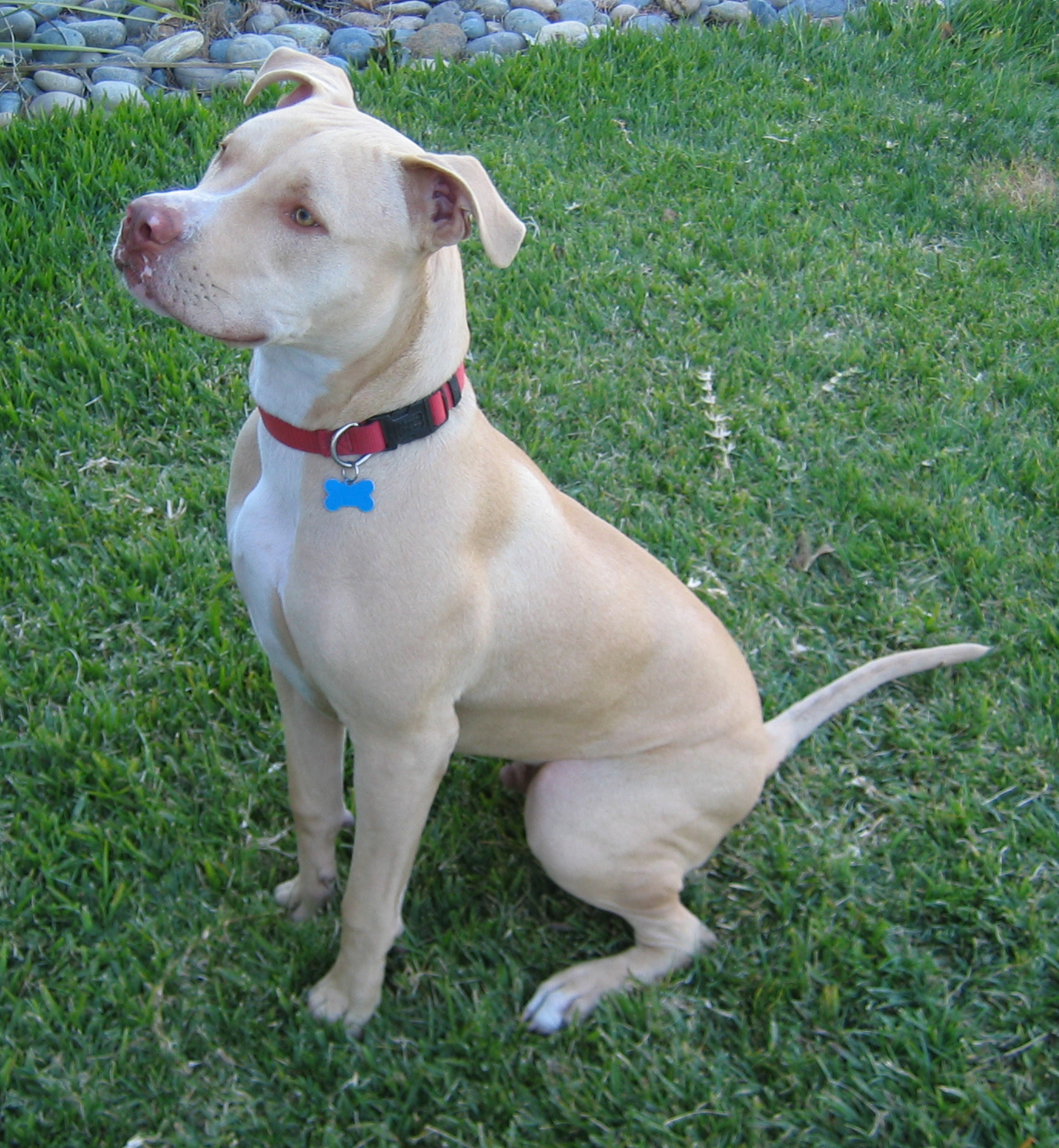
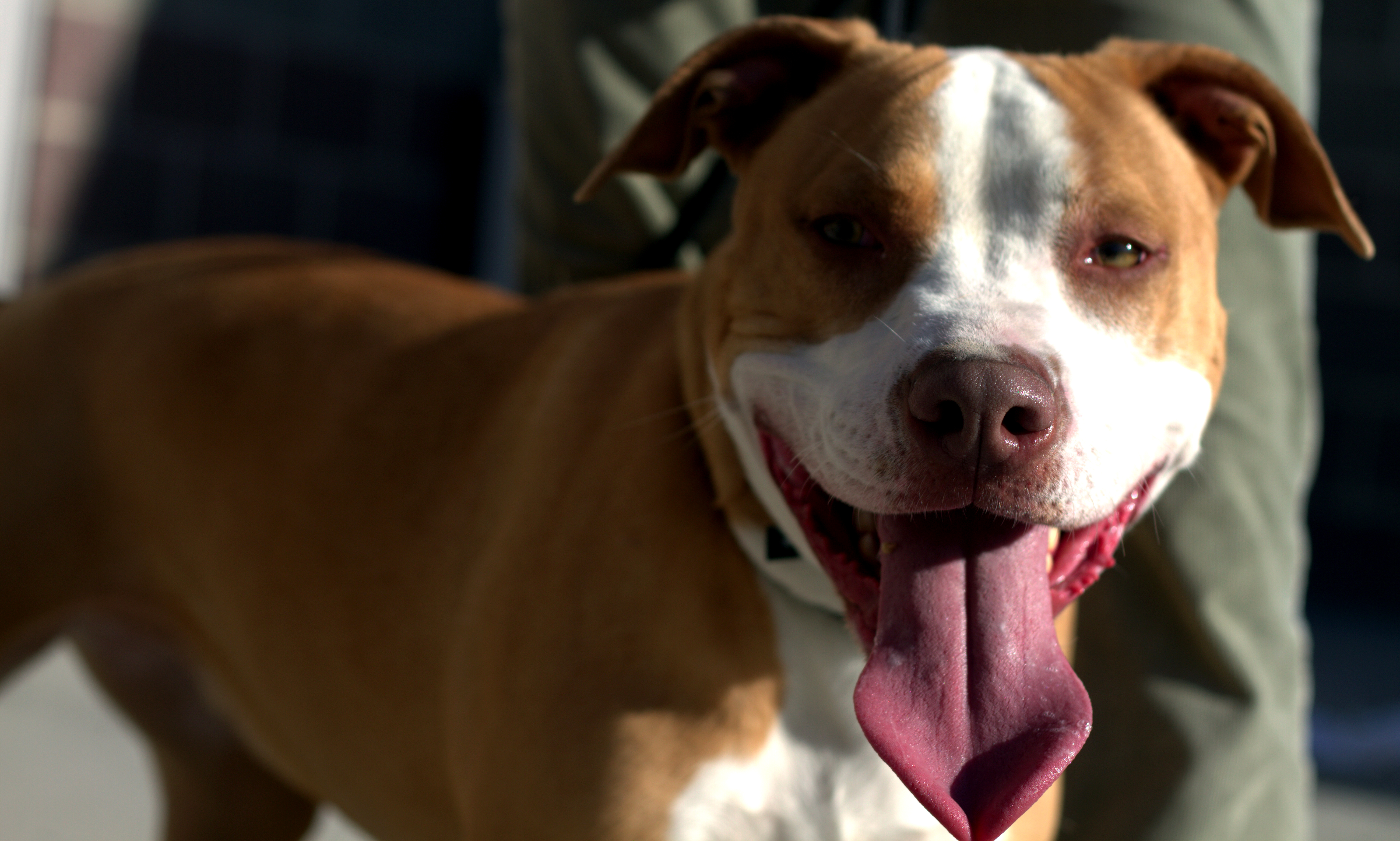
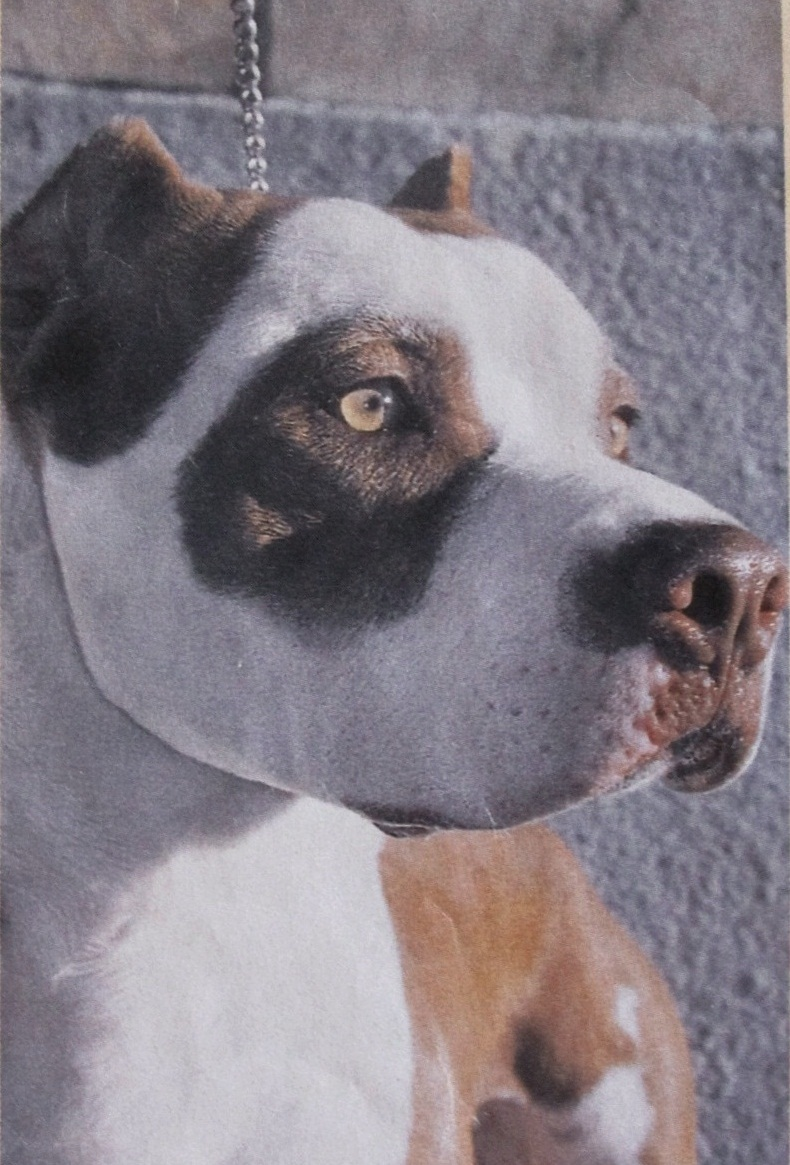
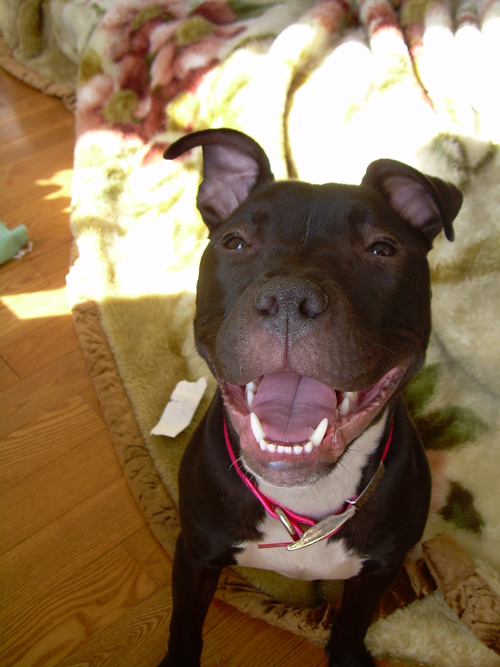
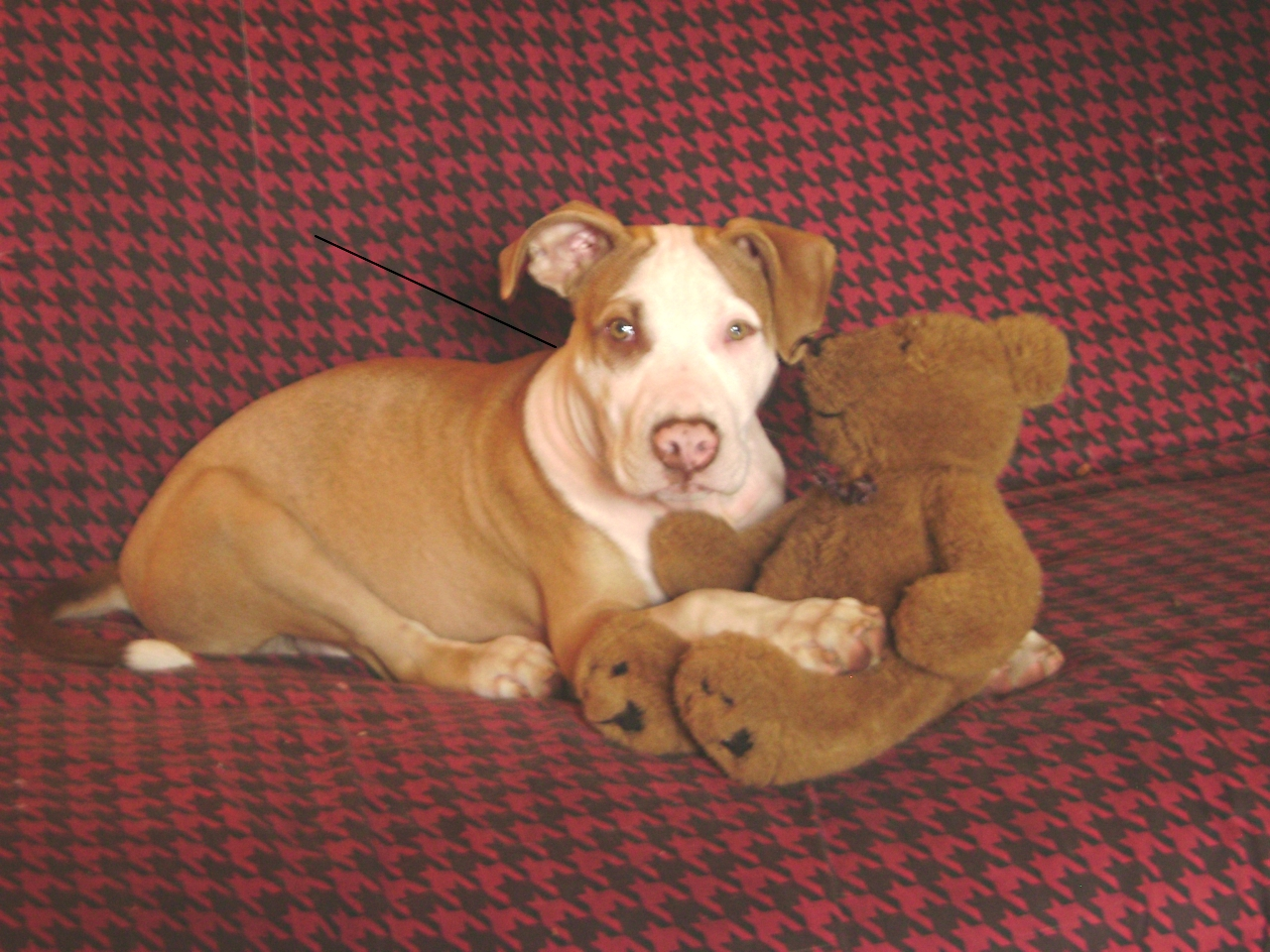